# Бекслихит (станция)
Железнодорожная станция Бекслихи́т (англ. Bexleyheath railway station) находится в боро Бексли на юго-востоке Лондона (Великобритания) и входит в 5-ю тарифную зону Travelcard. Станция и все поезда, проходящие её, обслуживаются компанией Southeastern. На обоих входах установлены турникеты.
Станция расположена к северу от центра города Бекслихит на Авеню-роуд, и находится в 20,5 км от лондонского вокзала Чаринг-Кросс.

## Пассажирское сообщение
Всё пассажирское сообщение по станции Бекслихит обеспечивается компанией Southeastern с использованием электропоездов серий 376, 465, 466 и 707.
Типичное количество поездов в час в непиковое время составляет:
- 2 поезда в час до лондонского вокзала Чаринг-Кросс;
- 2 поезда в час до лондонского вокзала Виктория;
- 4 поезда в час до Дартфорда[англ.];

В часы пик со станции также отправляются поезда до Кэннон-стрит, Вулидж-Арсенал и Гринвич.
| Предыдущая станция | National Rail | National Rail         | National Rail | Следующая станция |
| ------------------ | ------------- | --------------------- | ------------- | ----------------- |
| Уэллинг            |               | SoutheasternБекслихит |               | Барнехерст        |

## Пересадки
Станцию обслуживают автобусы London Buses, со станции доступна пересадка на автобусные маршруты 422, B11, B12 и B15.